# Nefoskop

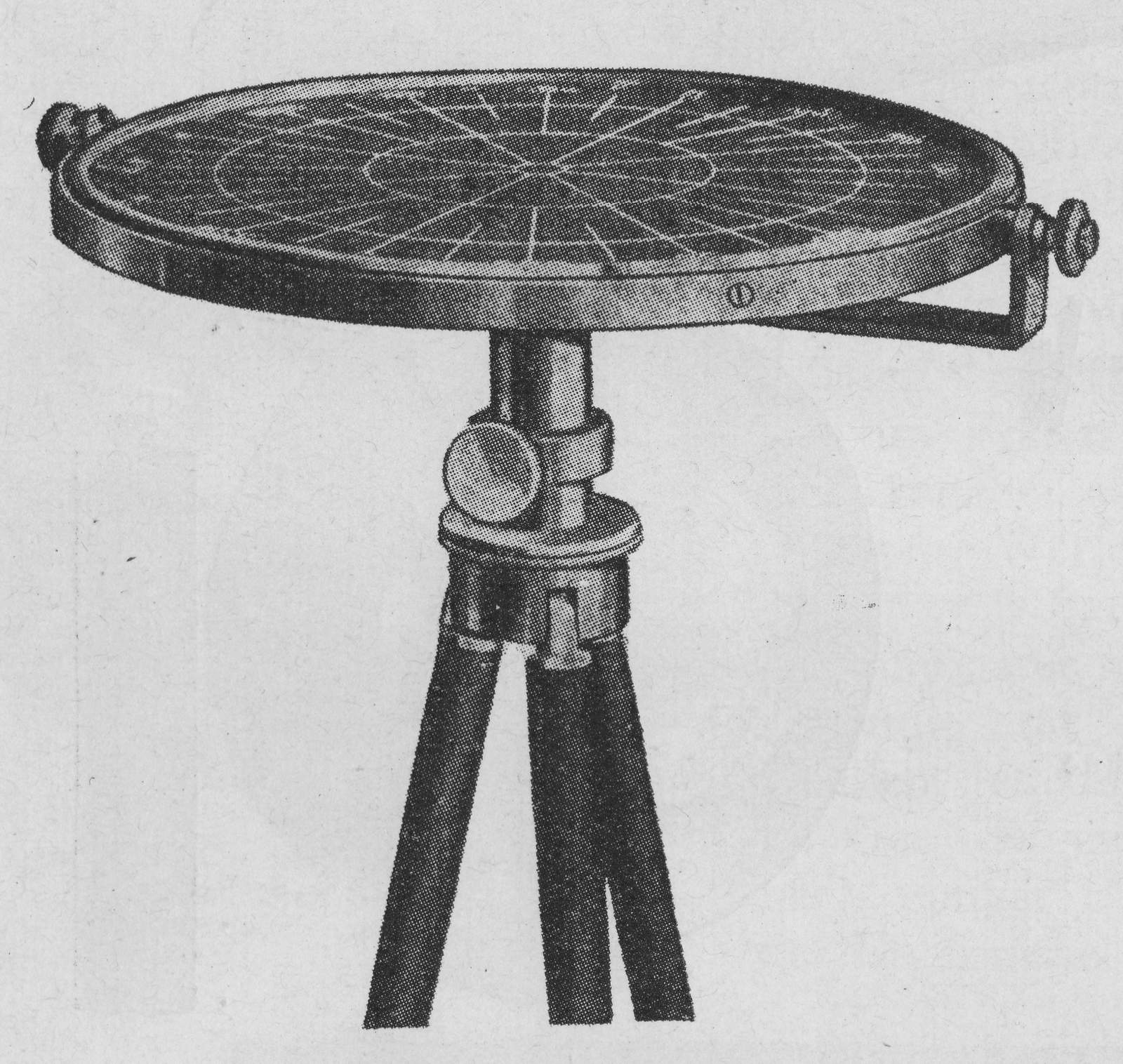
Nefoskop, 1905

Nefoskop – (gr. néphos – chmura, skopéō – patrzę) – przyrząd meteorologiczny do pomiaru prędkości i kierunku ruchu chmur.